# Segunda Categoría de Ecuador 1976
El campeonato ecuatoriano de Fútbol de Segunda Categoría 1976 fue la edición n.º 3 de la tercera división del fútbol ecuatoriano, para este torneo se repetiría el formato que anteriormente se había establecido un año antes. El cuadro campeón sería el Everest que se impuso ante el cuadro del UTM de Portoviejo en el partido de vuelta siendo el subcampeón, el equipo más goleador del torneo con 25 goles a favor y solo uno en contra en la 1ª fase, además se implantó que en caso de que la serie estuviera igualada se jugaría un partido extra en la ciudad de Machala para definir al campeón cosa que finalmente no sucedió.
El Everest lograría su segundo título que le daría la oportunidad de participar en el Campeonato Ecuatoriano de Fútbol Serie B 1977, mientras que el cuadro de la UTM obtendría el primer y único subcampeonato.

## Sistema de campeonato
FASE PROVINCIAL (Primera Etapa)
- La Primera Fase está formada por los Campeonatos provinciales organizados por cada Asociación de Fútbol (7 en ese entonces), los campeones clasificarán al Zonal Regional.

FASE REGIONAL (Segunda Etapa)
- La Zona 1 estuvo integrada por las provincias deːGuayas, El Oro, Tungurahua y Pichincha.
- La Zona 2 estuvo integrada por las provincias deːManabí, Azuay y Chimborazo.

- La zona 1 jugara con 4 equipos, mientras que la Zona 2 con los restantes 3 equipos de los cuales participaran por sorteo previo en encuentros de ida y vuelta clasificara a la tercera etapa el equipo con mayor cantidad de puntos posibles.

FASE FINAL (Tercera Etapa)
- Se jugara una final a doble partido, el ganador será reconocido como campeón de la Segunda Categoría 1976 y además jugara en la Serie B de 1977, en caso de que ambos equipos hayan ganado uno de sus respectivos partidos el título se lo definirá en un partido extra.

## Equipos clasificados
| Asociación        | Equipo                 | Vía de clasificación                               |
| ----------------- | ---------------------- | -------------------------------------------------- |
| Azuay 1 cupo      | Estrella Roja          | Campeón de la Segunda Categoría de Azuay 1976      |
| Chimborazo 1 cupo | Atlét. Riobamba        | Campeón de la Segunda Categoría de Chimborazo 1976 |
| El Oro 1 cupo     | Estudiantes Octubrinos | Campeón de la Segunda Categoría de El Oro 1976     |
| Guayas 1 cupo     | Everest                | Campeón de la Segunda Categoría de Guayas 1976     |
| Manabí 1 cupo     | UTM                    | Campeón de la Segunda Categoría de Manabí 1976     |
| Pichincha 1 cupo  | Politécnico            | Campeón de la Segunda Categoría de Pichincha 1976  |
| Tungurahua 1 cupo | América de Ambato      | Campeón de la Segunda Categoría de Tungurahua 1976 |

## Zona 1
Los equipos de Guayas, Tungurahua, El Oro y Pichincha.

### Grupo A
|  |    | Equipo                 | PJ | PG | PE | PP | GF | GC | DG | PTS |
|  | -- | ---------------------- | -- | -- | -- | -- | -- | -- | -- | --- |
|  | 1º | Everest                | 6  | 3  | 2  | 1  | 9  | 4  | +5 | 8   |
|  | 2º | América de Ambato      | 6  | 3  | 0  | 3  | 11 | 12 | -1 | 6   |
|  | 3° | Estudiantes Octubrinos | 6  | 2  | 1  | 3  | 14 | 10 | +4 | 5   |
|  | 4º | Politécnico            | 6  | 2  | 1  | 3  | 6  | 14 | -8 | 5   |

|  | Clasifica a la final |

### Partidos y resultados
| Fecha 1      | Fecha 1   | Fecha 1                |
| Equipo Local | Resultado | Equipo Visitante       |
| ------------ | --------- | ---------------------- |
| Everest      | 2-1       | América de Ambato      |
| Politécnico  | 2-1       | Estudiantes Octubrinos |

| Fecha 2                | Fecha 2   | Fecha 2          |
| Equipo Local           | Resultado | Equipo Visitante |
| ---------------------- | --------- | ---------------- |
| Estudiantes Octubrinos | 0-0       | Everest          |
| América de Ambato      | 2-1       | Politécnico      |

| Fecha 3           | Fecha 3   | Fecha 3                |
| Equipo Local      | Resultado | Equipo Visitante       |
| ----------------- | --------- | ---------------------- |
| Politécnico       | 1-1       | Everest                |
| América de Ambato | 6-3       | Estudiantes Octubrinos |

| Fecha 4                | Fecha 4   | Fecha 4          |
| Equipo Local           | Resultado | Equipo Visitante |
| ---------------------- | --------- | ---------------- |
| América de Ambato      | 1-0       | Everest          |
| Estudiantes Octubrinos | 5-0       | Politécnico      |

| Fecha 5      | Fecha 5   | Fecha 5                |
| Equipo Local | Resultado | Equipo Visitante       |
| ------------ | --------- | ---------------------- |
| Politécnico  | 2-1       | América de Ambato      |
| Everest      | 2-1       | Estudiantes Octubrinos |

| Fecha 6                | Fecha 6   | Fecha 6           |
| Equipo Local           | Resultado | Equipo Visitante  |
| ---------------------- | --------- | ----------------- |
| Everest                | 4-0       | Politécnico       |
| Estudiantes Octubrinos | 4-0       | América de Ambato |

## Zona 2
Los equipos de Manabi, Azuay y Chimborazo.

### Grupo B
|  |    | Equipo          | PJ | PG | PE | PP | GF | GC | DG  | PTS |
|  | -- | --------------- | -- | -- | -- | -- | -- | -- | --- | --- |
|  | 1° | UTM             | 4  | 4  | 0  | 0  | 25 | 1  | +24 | 8   |
|  | 2º | Estrella Roja   | 4  | 1  | 0  | 3  | 4  | 12 | -8  | 2   |
|  | 3º | Atlét. Riobamba | 4  | 1  | 0  | 3  | 3  | 19 | -16 | 2   |

|  | Clasifica a la final |

### Partidos y resultados
| Fecha 1         | Fecha 1   | Fecha 1          |
| Equipo Local    | Resultado | Equipo Visitante |
| --------------- | --------- | ---------------- |
| Atlét. Riobamba | 0-5       | UTM              |

| Fecha 2       | Fecha 2   | Fecha 2          |
| Equipo Local  | Resultado | Equipo Visitante |
| ------------- | --------- | ---------------- |
| Estrella Roja | 1-2       | Atlét. Riobamba  |

| Fecha 3      | Fecha 3   | Fecha 3          |
| Equipo Local | Resultado | Equipo Visitante |
| ------------ | --------- | ---------------- |
| UTM          | 6-0       | Estrella Roja    |

| Fecha 4      | Fecha 4   | Fecha 4          |
| Equipo Local | Resultado | Equipo Visitante |
| ------------ | --------- | ---------------- |
| UTM          | 11-0      | Atlét. Riobamba  |

| Fecha 5         | Fecha 5   | Fecha 5          |
| Equipo Local    | Resultado | Equipo Visitante |
| --------------- | --------- | ---------------- |
| Atlét. Riobamba | 1-2       | Estrella Roja    |

| Fecha 6       | Fecha 6   | Fecha 6          |
| Equipo Local  | Resultado | Equipo Visitante |
| ------------- | --------- | ---------------- |
| Estrella Roja | 1-3       | UTM              |

### Final
La disputaron Everest ganador del Grupo A en la Zona 1 y UTM ganador del Grupo B de la Zona 2, ganando la serie; el equipo de Everest y el cual jugara el torneo de la serie B en 1977.
| Ciudad                                             | Equipo local | Resultado | Equipo visitante |
| -------------------------------------------------- | ------------ | --------- | ---------------- |
| Portoviejo                                         | UTM          | 1-1       | Everest          |
| Guayaquil                                          | Everest      | 4-2       | UTM              |
| Everest gana el Título con marcador global de 5-3. |              |           |                  |

### Campeón
|                                                 |
| Everest 2.do Título Ascendió a la Serie B 1977. |

## Tabla General
|  |  |    | Equipo                 | PJ | PG | PE | PP | GF | GC | DG  | PTS |
|  |  | -- | ---------------------- | -- | -- | -- | -- | -- | -- | --- | --- |
|  |  | 1º | Everest                | 8  | 4  | 3  | 1  | 14 | 7  | +7  | 11  |
|  |  | 2° | UTM                    | 6  | 4  | 1  | 1  | 28 | 6  | +22 | 9   |
|  |  | 3º | América de Ambato      | 6  | 3  | 0  | 3  | 11 | 12 | -1  | 6   |
|  |  | 4° | Estudiantes Octubrinos | 6  | 2  | 1  | 3  | 14 | 10 | +4  | 5   |
|  |  | 5º | Politécnico            | 6  | 2  | 1  | 3  | 6  | 14 | -8  | 5   |
|  |  | 6º | Estrella Roja          | 4  | 1  | 0  | 3  | 4  | 12 | -8  | 2   |
|  |  | 7º | Atlét. Riobamba        | 4  | 1  | 0  | 3  | 3  | 19 | -16 | 2   |

PJ = Partidos jugados; PG = Partidos ganados; PE = Partidos empatados; PP = Partidos perdidos; GF = Goles a favor; GC = Goles en contra; DG = Diferencia de gol; PTS = Puntos
|  | Campeón, ascendio a la Serie B 1977. |